# Collegiata di Santa Maria
La collegiata di Santa Maria è il principale luogo di culto di Figline Valdarno, in provincia di Firenze.

## Storia
La collegiata di Santa Maria venne edificata tra il 1252 e il 1257 come nuova pieve, in sostituzione di una precedente esistente dal 1175 nel castello, distrutto dai fiorentini nel 1250. Il luogo scelto per l'erezione della nuova chiesa fu quello di un precedente luogo di culto. Nel 1493, papa Alessandro VI la elevò a collegiata, con un proprio capitolo formato da dodici canonici e un proposto.
Nel corso del XVII secolo, la navata venne arricchita di altari laterali secenteschi nonché di nuovi sagrestia e campanile. Nel secolo successivo, furono rifatti il pavimento e la balaustra marmorea del presbiterio. Con i restauri del 1913 la chiesa è stata portata allo stato attuale e privata, all'interno, degli altari secenteschi.

## Descrizione

### Esterno
La facciata seicentesca è a capanna e presenta, al centro un portale marmoreo con lunetta sorretta da due colonne tuscaniche; all'interno della lunetta, vi è un bassorilievo raffigurante la Madonna col Bambino e due angeli. Più in alto, si apre il rosone circolare e la facciata termina con un semplice timpano triangolare.
Alla destra della facciata della chiesa, si trova l'edificio della canonica, costruito durante i restauri del XVII secolo. Esso prospetta sulla piazza con un doppio loggiato con archi a tutto sesto sorretti, nell'ordine inferiore, da colonne tuscaniche e, in quello superiore, da pilastri. Sul retro della canonica vi è il coevo campanile, a pianta quadrata.

### Interno

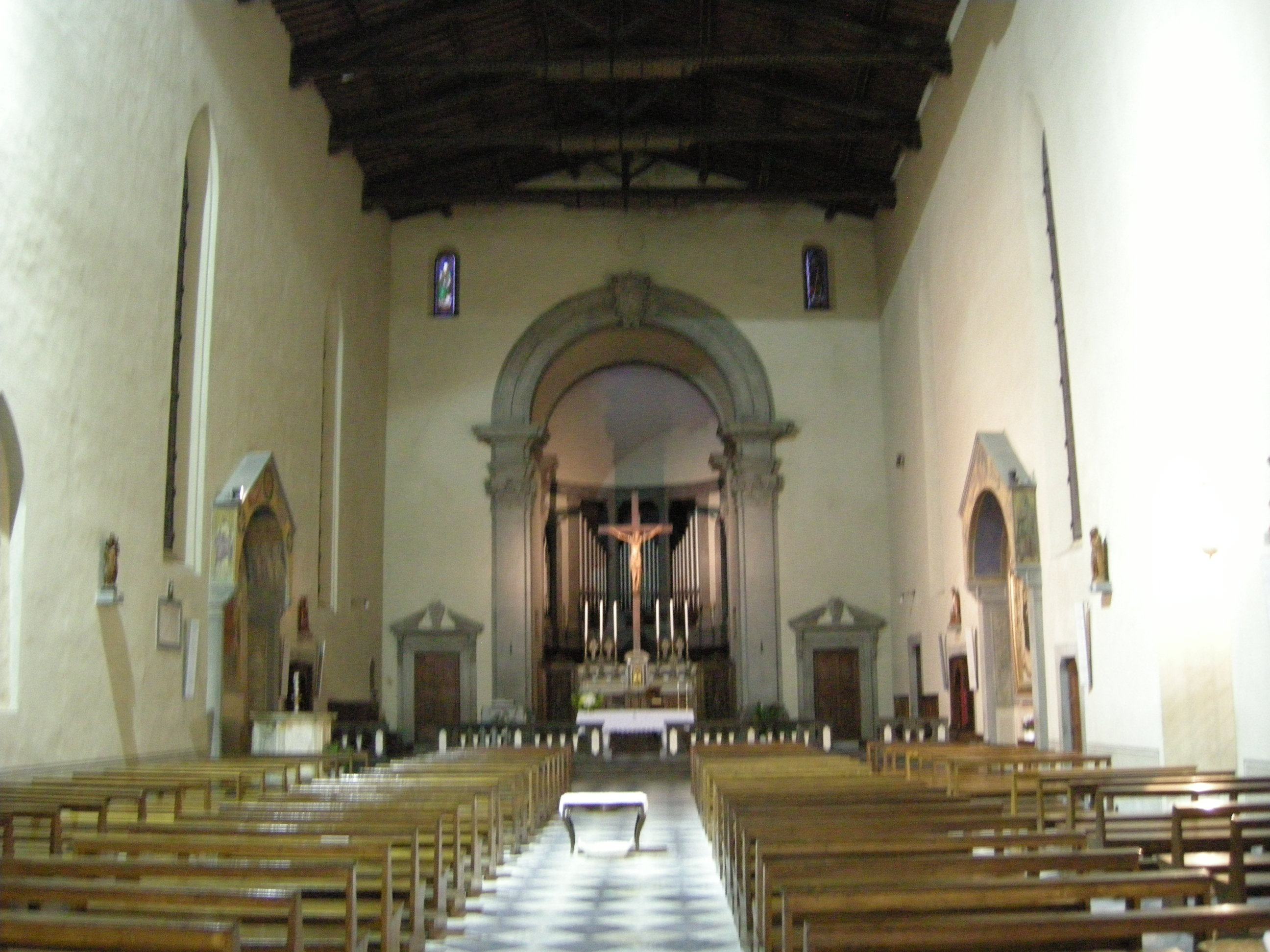
L'interno

L'interno della chiesa è a navata unica coperta con capriate lignee di aspetto gotico, ripristinato nel 1913. Lungo la parete di sinistra, si aprono quattro alte monofore ogivali che danno luce all'interno.
Nella navata destra è una tavola attribuita a Giovanni Andrea de Magistris da Caldarola dove è rappresentato San Romolo che presenta il modellino di Figline datata 1539, interessante specialmente per la "veduta" di Figline.
Verso il fondo della navata è conservata la grande pala del Maestro di Figline (forse identificabile con Giovanni di Bonino) con la Madonna in trono col Bambino tra i santi Ludovico di Tolosa ed Elisabetta d'Ungheria. Il dipinto è databile almeno a dopo il 1317 (data la presenza di San Ludovico di Tolosa canonizzato in quell'anno), probabilmente ai primi anni venti del Trecento e la presenza dei santi francescani fa propendere per una provenienza dalla vicina chiesa di San Francesco. La tavola era stata riquadrata nel tardo Quattrocento con l'aggiunta di due tavolette triangolari rappresentanti Angeli in volo oggi attribuiti a Bartolomeo di Giovanni. I due dipinti, eliminati con i restauri del secondo dopoguerra, potrebbero essere stati realizzati in occasione del trasferimento della tavola nella chiesa elevata a collegiata nel 1493. Sebbene l'identificazione del maestro con l'assisiate Giovanni di Bonino sia dibattuta, comunque la critica è concorde con l'ipotesi di una sua origine non fiorentina. I modelli giotteschi assisiati si declinano in questo pittore con un maggiore goticismo dato dalla sinuosità delle linee, dal preziosismo di molti dettagli e da uno scarso interesse spaziale, quasi antigiottesco.
L'abside, ricostruita nel XVIII secolo in un sobrio stile barocco, ospita l'altare maggiore in marmi policromi, con grande crocifisso ligneo scolpito.

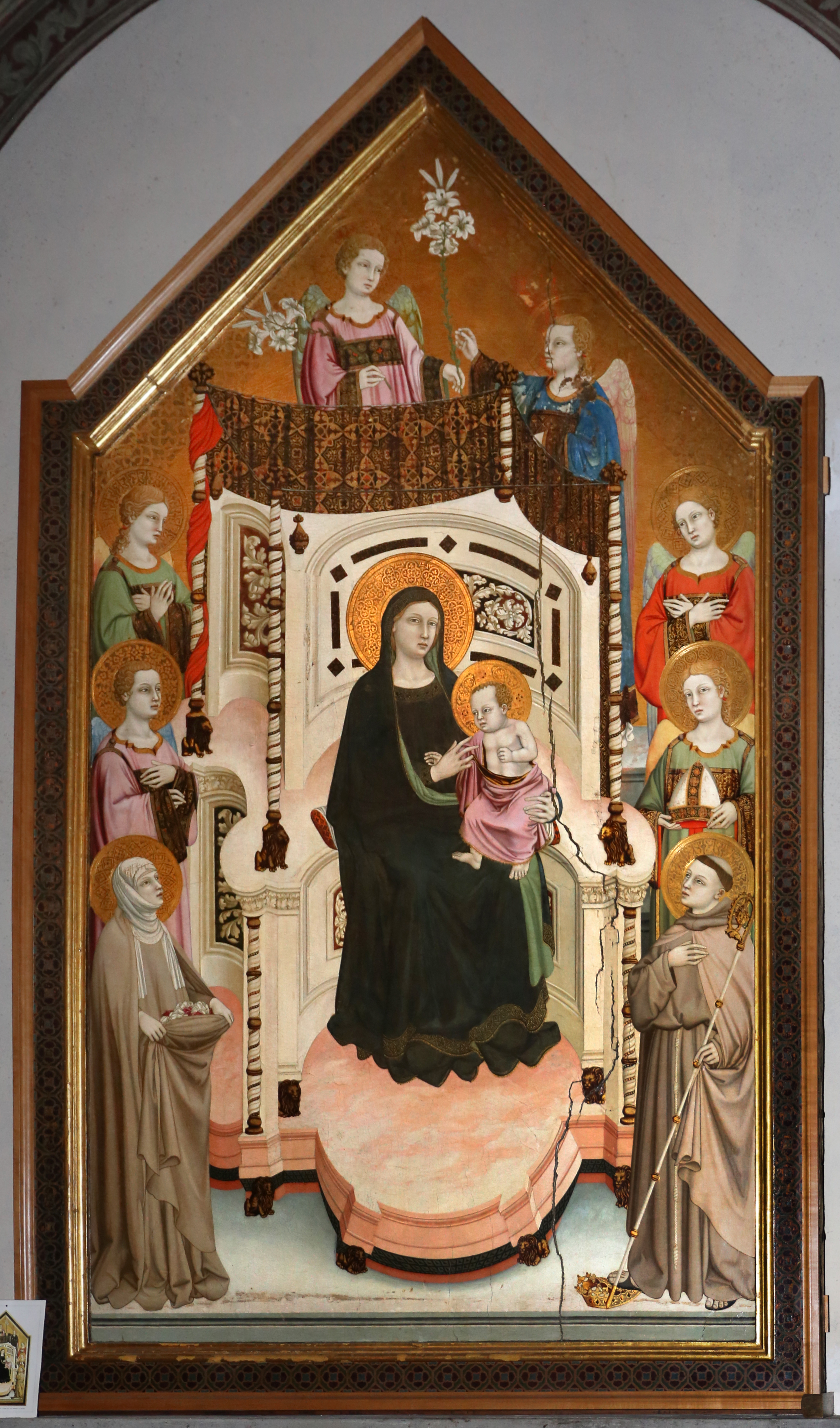
Maestro di Figline, Madonna con il Bambino in trono tra i ss. Elisabetta d'Ungheria, Ludovico di Tolosa e Angeli, post 1317.

Sulla parete sinistra, in un'edicola gotica simile a quella dirimpetto, ma frutto della risistemazione del 1930-1931, è un'Annunciazione ad affresco sul modello di quella dell'Annunziata a Firenze, della quale è antica, del primo decennio del XV secolo, solo la figura dell'Annunziata. Davanti è il fonte battesimale datato 1569, con un bassorilievo con il Battesimo di Cristo e lo stemma della famiglia Ardimanni. Segue, in direzione dell'ingresso, un altro frammento ad affresco con un Cristo Crocifisso, databile al 1380-1390, opera di un pittore di cultura neogiottesca, ed il Transito di san Giuseppe di ineccepibile qualità tecnica, opera tarda (1891) del figlinese Egisto Sarri (1837 - 1901).
Dalla navata si accede anche alla cappella del Santissimo Sacramento: l'ambiente, realizzato nel XIX secolo, è a pianta circolare con cupola sorretta da dieci colonne corinzie e deambulatorio con finestre ad arco. Nella cappella si trovava una terracotta invetriata robbiana con San Giuseppe ora nell'adiacente museo.

### Organo a canne
Nell'abside, in posizione fondale, si trova l'organo a canne Mascioni opus 491, costruito nel 1936; a trasmissione elettrica, dispone di 35 registri. Lo strumento dispone di due console, entrambe con tre tastiere e pedaliera: quella originaria, con la pedaliera concavo radiale, si trova nell'abside, a servizio del coro. Quella ausiliaria, collocata a pavimento nella navata, nei pressi della balaustra del presbiterio, è dotata di pedaliera diritta. La seconda console è completamente elettronica, collegata via radio, ed interfacciata all'originaria trasmissione elettrica della console primaria; può così essere riposizionata nella chiesa per i concerti. integra le funzioni, realizzate digitalmente, di trasporto e di implementazione di 1000 set di 5 combinazioni libere; la sola funzione a non essere riportata sulla seconda console è quella del Pedale Automatico.

### Museo d'arte sacra
Annesso alla chiesa è allestito in tre salette il Museo d'arte sacra inaugurato nel 1983 che, oltre ad altre opere, custodisce le due tavolette triangolari rappresentanti Angeli in volo attribuite a Bartolomeo di Giovanni che erano state aggiunte alla Maestà del Maestro di Figline (o Giovanni di Bonino), l'Adorazione dei Magi e Santi di Andrea di Giusto proveniente dalla chiesa di Sant'Andrea a Ripalta e il Martirio di San Lorenzo del Cigoli (1590), eseguito per la scomparsa chiesa della Confraternita di San Lorenzo dell'Ospedale Serristori di Figline.

## Altre immagini

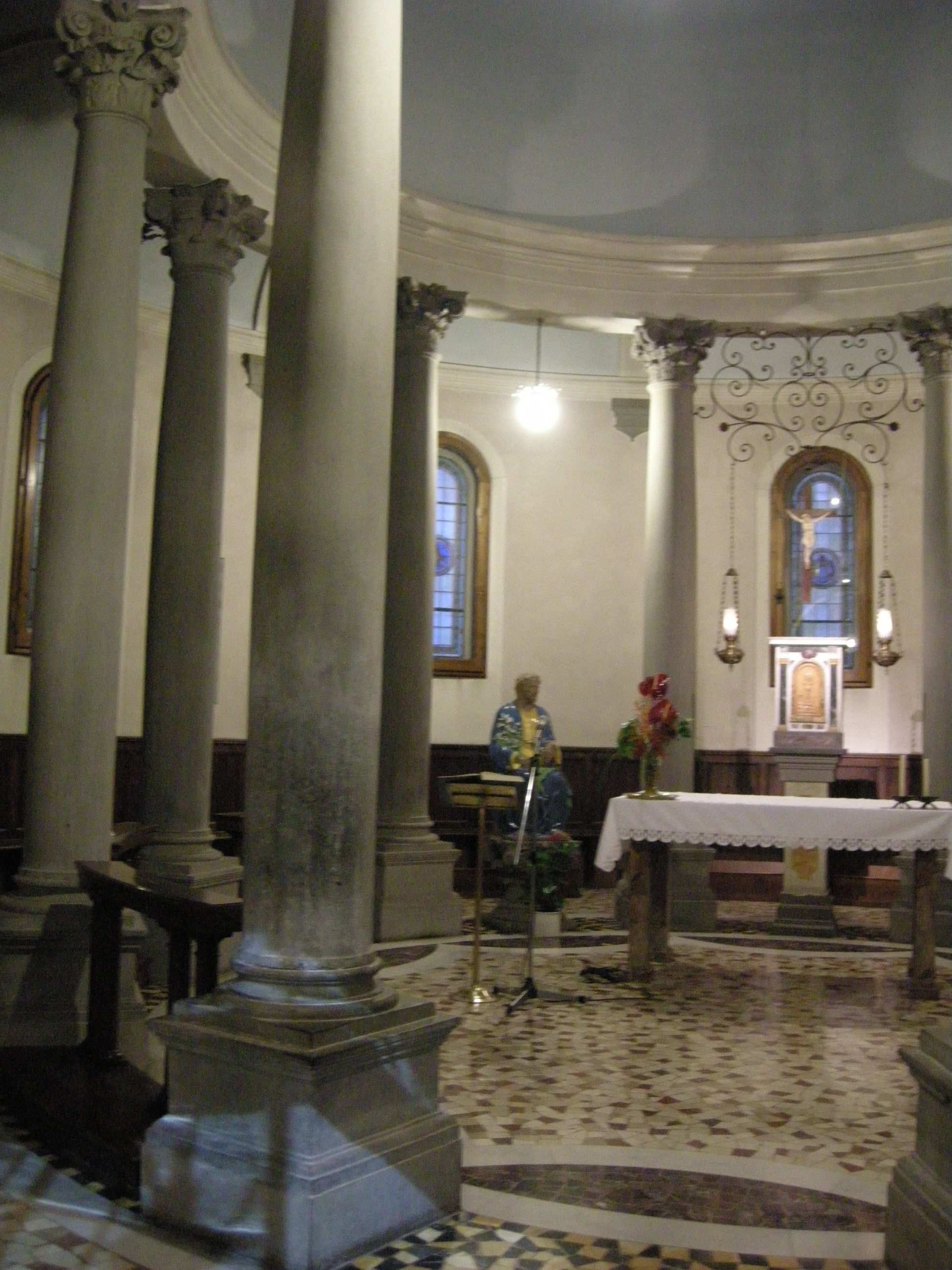
La cappella del Santissimo Sacramento
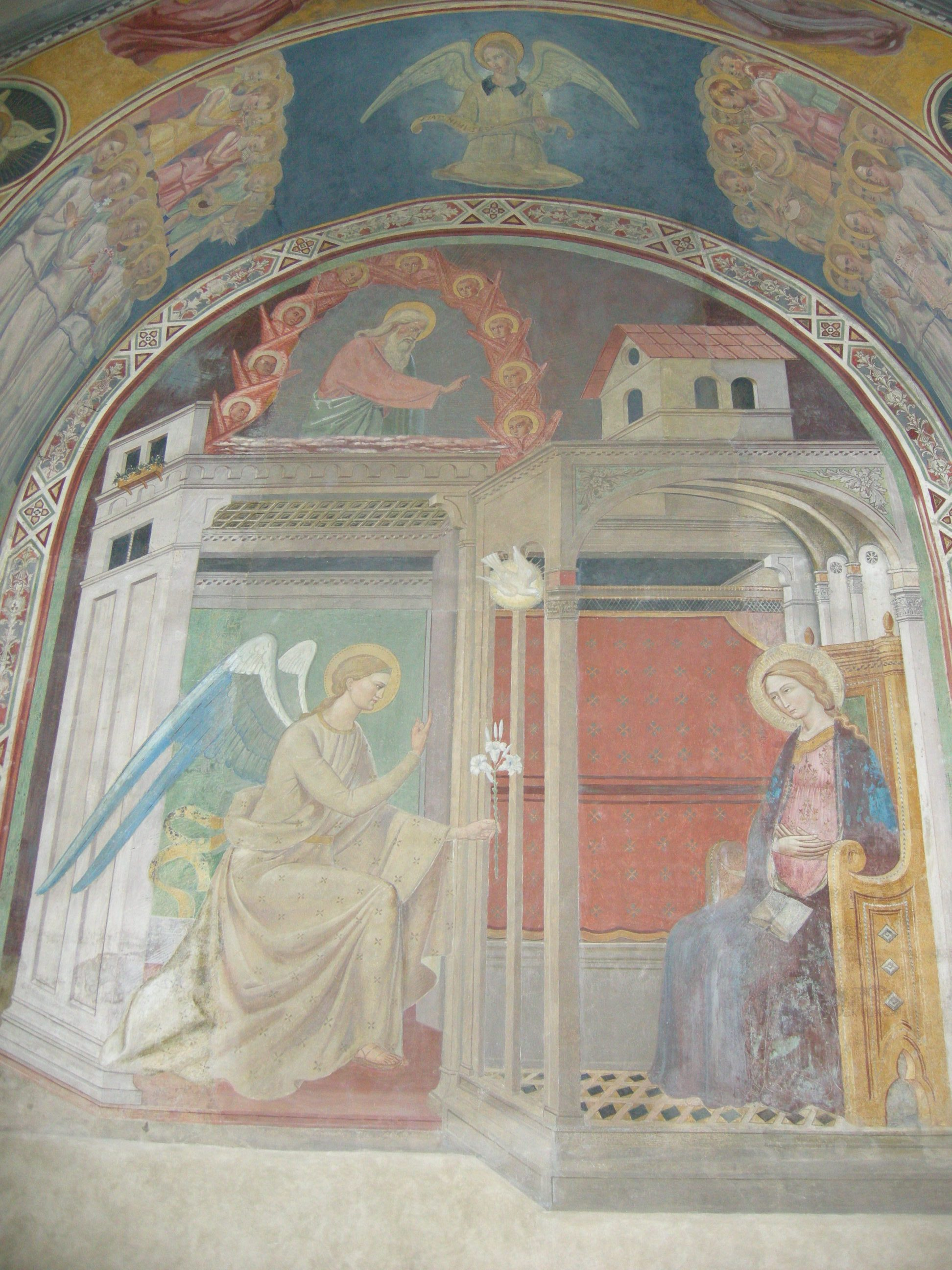
Annunciazione
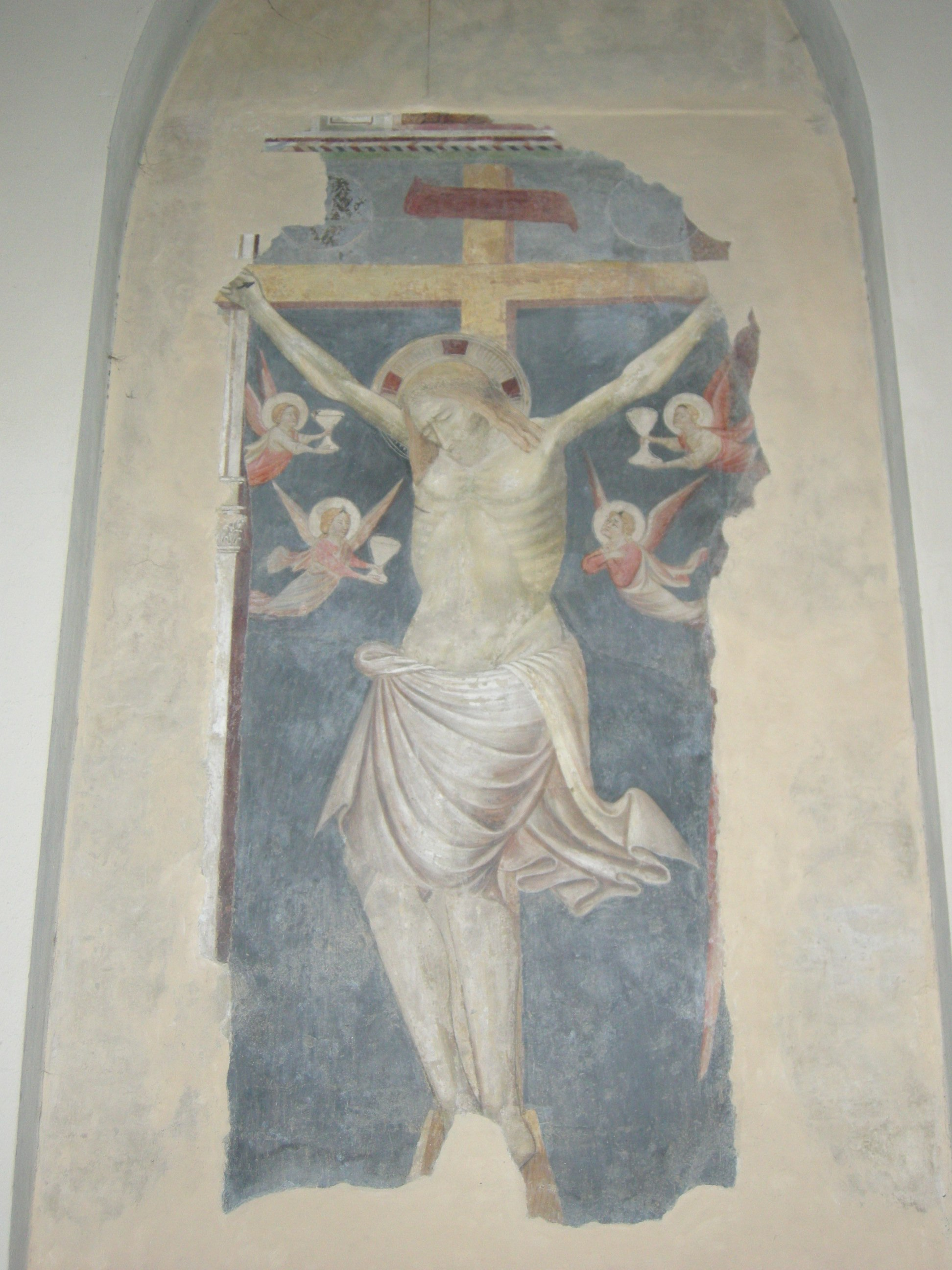
Crocifissione